# 紅葉町
紅葉町是奉天滿鐵附屬地的一個町。位於今天的中華人民共和國遼寧省瀋陽市和平區，在南一條通（千日通）以西，千代田公園（今中山公園）東側，鄰接白菊町和雪見町。紅葉在日本文化中是十一月的象徵。